# Runkolinja 520
La ligne 520 (en finnois : Runkolinja 520) est est une ligne de bus à haut niveau de service du réseau des bus de la région d'Helsinki reliant Espoo et Vantaa en Finlande,.

## Description
La ligne principale 520 est entrée en service le 14 août 2023. 
La ligne relie Matinkylä – Leppävaara – Martinlaakso dans la zone de tarification 

B. À Leppävaara, Myyrmäki, Louhela et Martinlaakso, il y a des connexions avec les trains de banlieue. 
La fréquence de desserte est de dix minutes en semaine et le samedi et de quinze minutes le dimanche.